# Torre de reloj

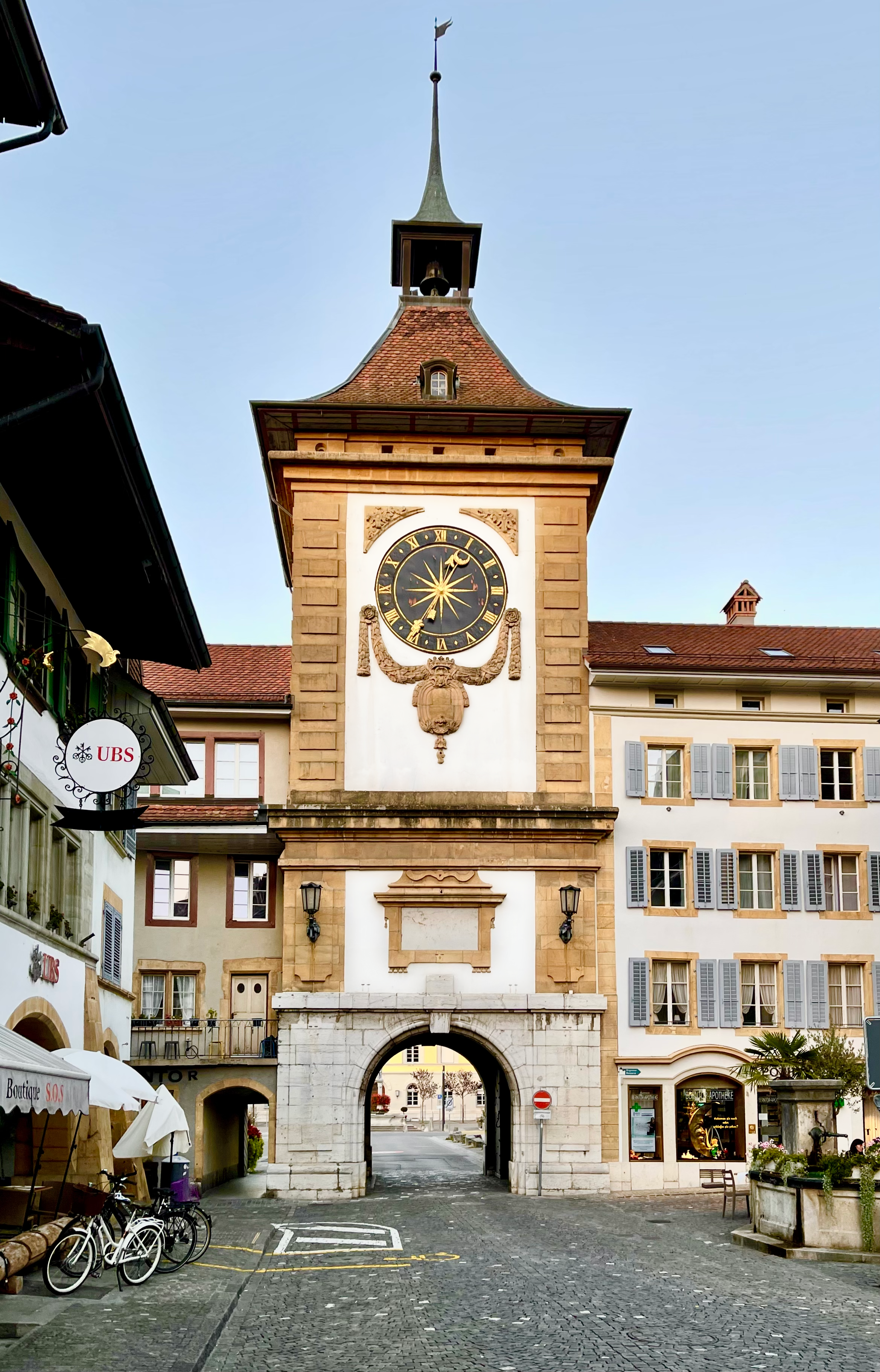
Torre de reloj de Murten, en 2023

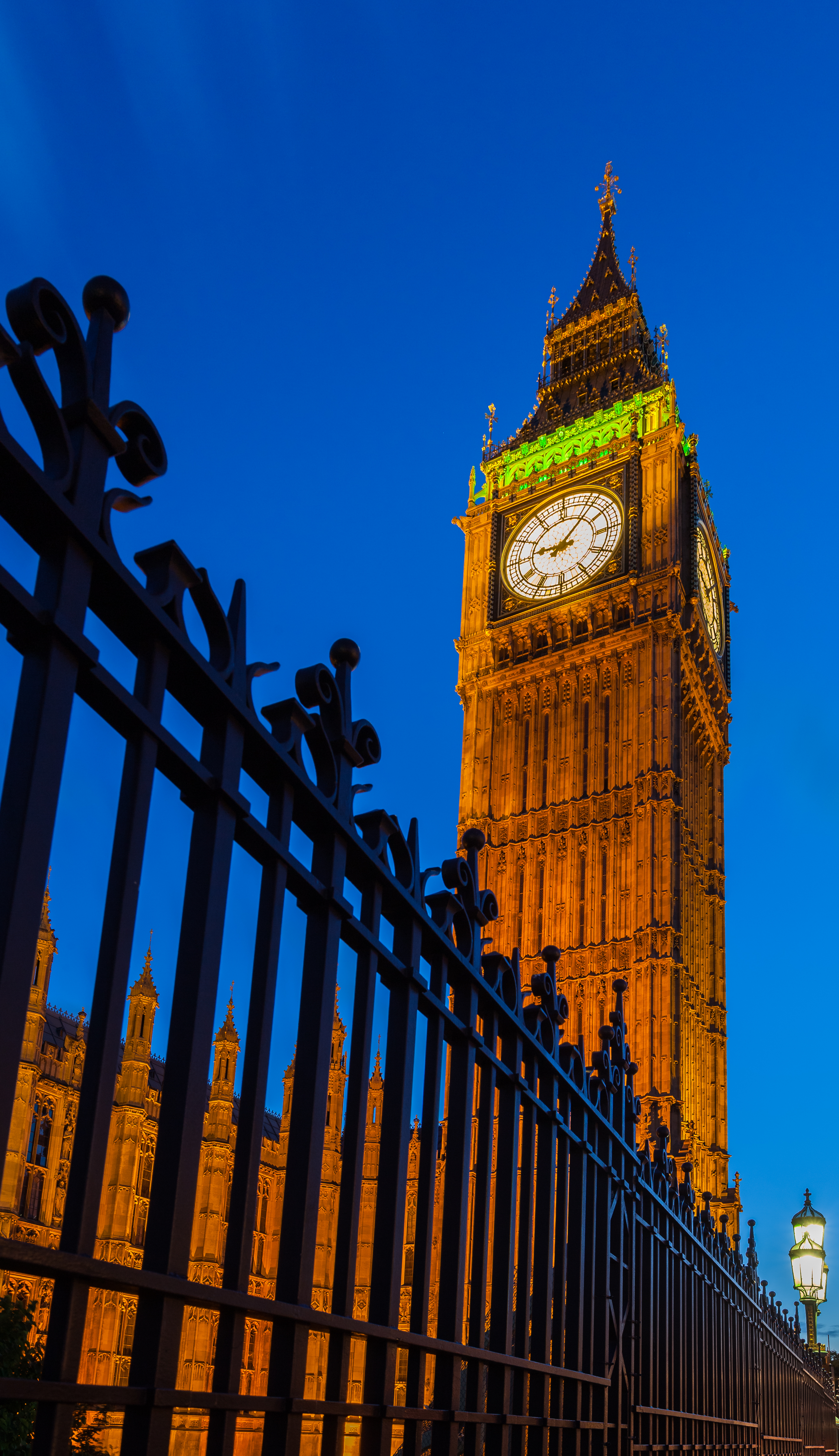
La Torre Isabel (Elizabeth Tower), más conocida como la Torre del Big Ben en Londres (Reino Unido).

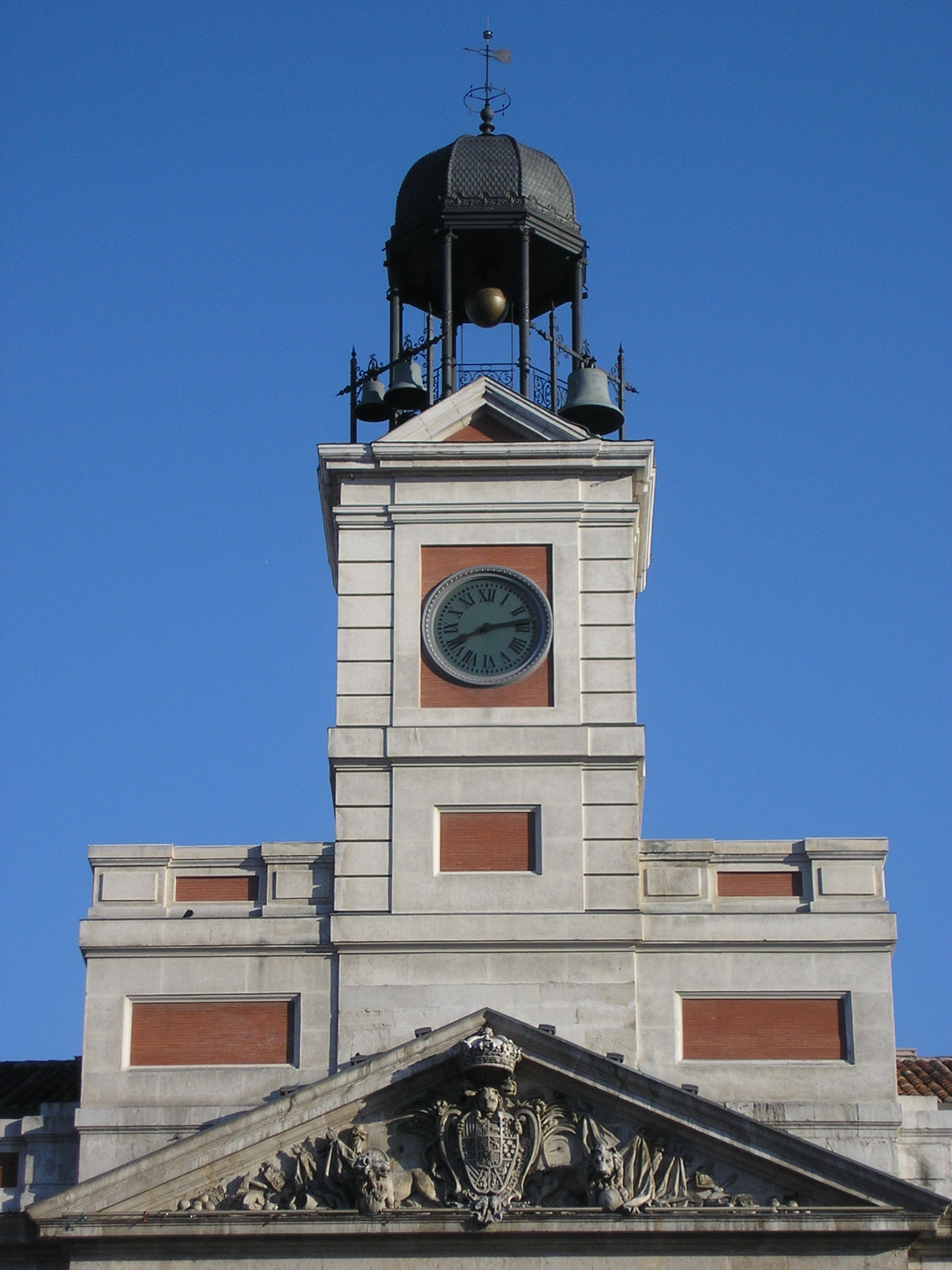
Torre de reloj, llamado Reloj de Gobernación del edificio de Correos en la Puerta del Sol en Madrid (España).

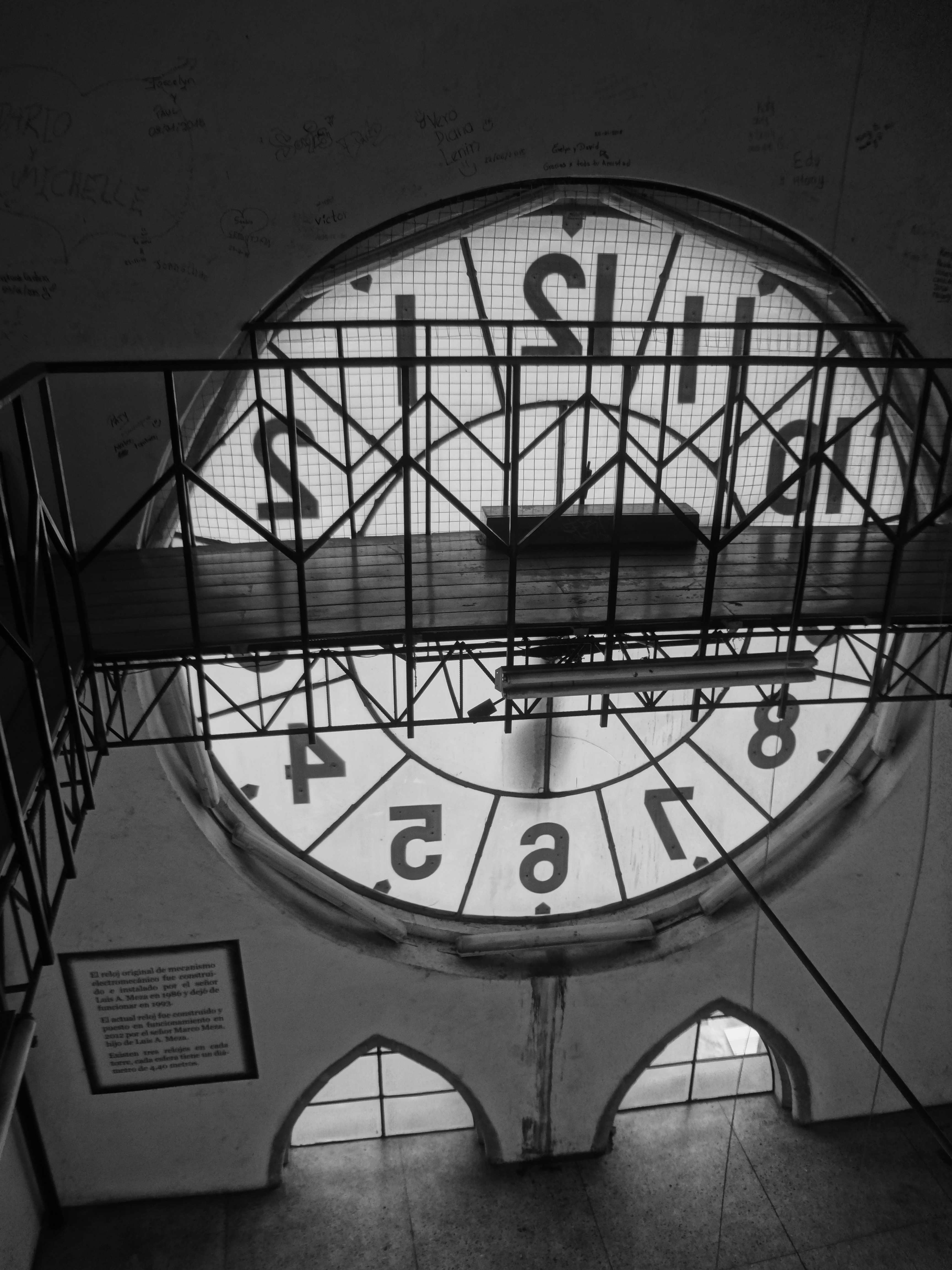
Interior del reloj de la torre de la Basílica del Voto Nacional.

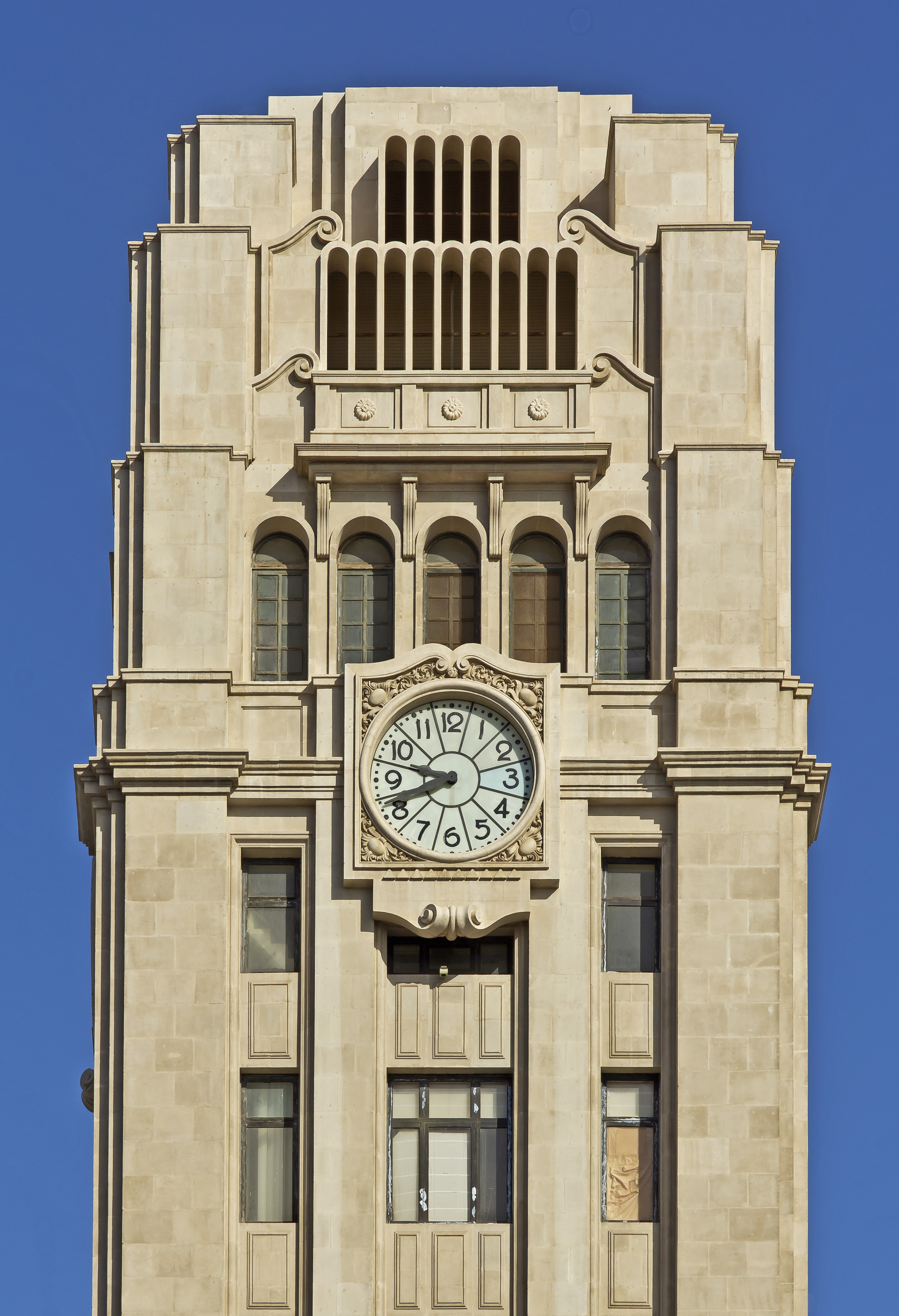
Torre de reloj del Palacio Insular de Tenerife.

Una torre de reloj consiste en una torre construida especialmente para alojar un reloj. Por regla general en la torre se colocan, más de uno, a menudo cuatro esferas. La torres pueden ser un edificio independiente construido con la misma finalidad de soporte de un reloj. Es habitual encontrarse con este tipo de construcciones en iglesias o edificios de carácter oficial. Este tipo de relojes posee un sistema de sonería que permite avisar de la hora. Antiguamente estos relojes de torre eran mecánicos, y hoy en día son electrónicos teniendo grandes avances tecnológicos para obtener relojes más exactos.

## Historia
Las torres de reloj eran admiradas desde muy antiguo por su estética y los primeros relojes de torre que se instalaron en ellas fueron mecánicos. Es de resaltar que la mayoría de la población carecía de relojes hasta mediados del siglo XX, y estas cumplían, por lo tanto, una función de transmisión de la hora y su ubicación era en los centros y lugares de gran tránsito urbano: a elavada altura permitían que se pudiese oír las campanadas avisando las horas. Una de las torres de reloj más antiguas en occidente fue la Torre de los Vientos en Atenas en la que puede verse en cada una de las caras de la planta octogonal un reloj de sol.
Actualmente los relojes para estos monumentos, edificios y torres han evolucionado. Desde los años 80 en México, específicamente en el estado de Jalisco, se desarrolló y fabricó el primer reloj electrónico arquitectónico de América Latina por una empresa que fue fundada en el año de 1939 y ha continuado con el arte relojero hasta hoy en día, implementando avances tecnológicos y colocando relojes que dan la hora exacta como la que tenemos en nuestros celulares. 
Es decir, los relojes arquitectónicos están siendo utilizados nuevamente en las poblaciones y ciudades para adornar lugares públicos y ofrecer una hora oficial para la realización de las actividades.